# 青森県道273号田名部停車場線
青森県道273号田名部停車場線（あおもりけんどう273ごう たなぶていしゃじょうせん）は、青森県むつ市を通る一般県道である。

## 概要
下北交通大畑線 田名部駅が2001年（平成13年）3月31日まであったが廃止された。当県道は駅の廃止後も認定が解除されずそのまま残っている。

### 路線データ
- 起点 : 田名部停車場[1]
- 終点 : 国道二七九号交点（むつ市）[1]

## 歴史
- 1961年（昭和36年）2月10日 - 青森県道に認定される[1]

## 地理

### 交差する道路
- 国道279号（終点）

### 沿線の施設など
- むつ松木屋
- むつバスターミナル